# Haiti ai Giochi della IX Olimpiade
Haiti partecipò ai Giochi della IX Olimpiade, svoltisi ad Amsterdam, Paesi Bassi, dal 28 luglio al 12 agosto 1928,  
con una delegazione di 2 atleti impegnati in 1 disciplina,
aggiudicandosi 1 medaglia d'argento.

## Medaglie
| Medaglia | Atleta       | Sport            | Evento         |
| -------- | ------------ | ---------------- | -------------- |
| Argento  | Silvio Cator | Atletica leggera | Salto in lungo |